# Жените говорят
„Жените говорят“ (на английски: Women Talking) е драматичен филм от 2022 година на режисьора Сара Поли.

## Сюжет
Внимание:  Текстът по-долу разкрива сюжета на произведението (или части от него)!
През 2010 г. жените и момичетата от малка менонитска колония откриват, че мъжете са използвали успокоително за добитък, за да успокояват от време на време жените и брутално да ги изнасилват, възползвайки се от безпомощното състояние на жертвите. Извършителите на тези престъпления са арестувани и хвърлени в затвора в близкия град. Повечето от мъжете в колонията отиват да наблюдават освобождаването на гаранцията, оставяйки жените сами за два дни. Група от най-инициативните жени организират „среща“ на тавана на сеновала, за да определят бъдещата си съдба: да останат и да не правят нищо, да останат и да се борят или да напуснат колонията изобщо...

## Актьорски състав
| Актьор              | Роля                                                                            |
| ------------------- | ------------------------------------------------------------------------------- |
| Руни Мара           | Она – млада жена от менонитската колония                                        |
| Клеър Фой           | Саломе – жена от менонитската колония                                           |
| Джеси Бъкли         | Марич – млада жена от менонитската колония                                      |
| Джудит Айви         | Агата – възрастна жена от менонитската колония                                  |
| Бен Уишоу           | Август – учител от менонитската колония, който подкрепя жени                    |
| Франсис Макдорманд  | „Лицето с белег“ Янц – възрастна жена с голям авторитет от менонитската колония |
| Шийла Маккарти      | Грета – възрастна жена от менонитската колония                                  |
| Мишел Маклауд       | Мехал – млада жена от менонитската колония                                      |
| Кейт Халет          | Отже                                                                            |
| Лив Макнийл         | Нейтже                                                                          |
| Август Уинтър       | Мелвин                                                                          |
| Кира Гулойен        | Ан                                                                              |
| Шайла Браун         | Хелена                                                                          |
| Натаниел Макпарланд | Арън                                                                            |
| Ели Хам             | Клаас                                                                           |
| Емили Мичъл         | Мип                                                                             |